# Hermann Lanz
Hermann Lanz (* 30. November 1910; † 11. Januar 1998) war ein österreichischer Ingenieur, Segelflieger und international bekannter Münzhändler.

## Leben und Werk
Hermann Lanz studierte an der Technischen Hochschule Graz Maschinenbau sowie an der Universität Graz Physik und Pädagogik. Seit 1942 war er Oberingenieur am Lehrstuhl für Verbrennungskraftmaschinen an der Technischen Hochschule Graz. Schon zu dieser Zeit wurde er aktives Mitglied der Akaflieg und beteiligte sich an der Konstruktion von verschiedenen Segelflugzeugen. Nach dem Zweiten Weltkrieg bereitete er noch während jegliche flugtechnische und fliegerische Tätigkeit streng von der Alliierten Besatzungsmacht verboten war, die Gründung einer neuen Akaflieg mit gerettetem Fluggerät vor. Dies wurde durch einen Artikel im Studienführer 1945/6 bekannt. Offizielle Untersuchungen wurden eingeleitet; Hermann Lanz vom Dienst an der Technischen Hochschule entbunden.
In diese Zeit fällt die Gründung der Münzhandlung Numismatik Lanz am 1. April 1947 in Graz. Bereits nach wenigen Jahren war sie im internationalen Münzenhandel derart bekannt, dass Hermann Lanz 1951 zu einem Gründungsmitglied der internationalen Münzenhändlervereinigung IAPN werden konnte. 1953 zeichnete Hermann Lanz als Vorstand mit verantwortlich für eine Neugründung der Akaflieg. 1957 schloss Lanz die Akademischen Fliegergruppen Österreichs (Wien, Graz, Leoben und Linz) zum Verband der Akademischen Fliegergruppen Österreichs zusammen und stand der Organisation als Präsident vor. Im gleichen Jahr wurde er akademisch rehabilitiert und übernahm Lehrverpflichtungen an der Höheren Technischen Bundeslehr- und Versuchsanstalt in Graz-Gösting. 1964 erhielt er dort die Professur.
1997 eröffnete Lanz noch persönlich die Ausstellung seiner bedeutenden Münzsammlung von keltischen Prägungen in Berlin. Der Katalog der Sammlung Lanz wurde im gleichen Jahr publiziert. Am 11. Januar 1998 verstarb Hermann Lanz.

## Sammlung Lanz
Die Sammlung Hermann Lanz umfasst eine große Auswahl keltischer Münzen aus Mittel- und Osteuropa. Die Sammlung wurde in Zusammenarbeit mit der Staatlichen Münzsammlung München publiziert.